# Temple romà d'Évora
El temple romà d'Évora o temple de Diana és un antic temple romà a Évora (Portugal). El temple forma part del centre històric d'Évora, classificat per la UNESCO com a Patrimoni de la Humanitat.

## Història

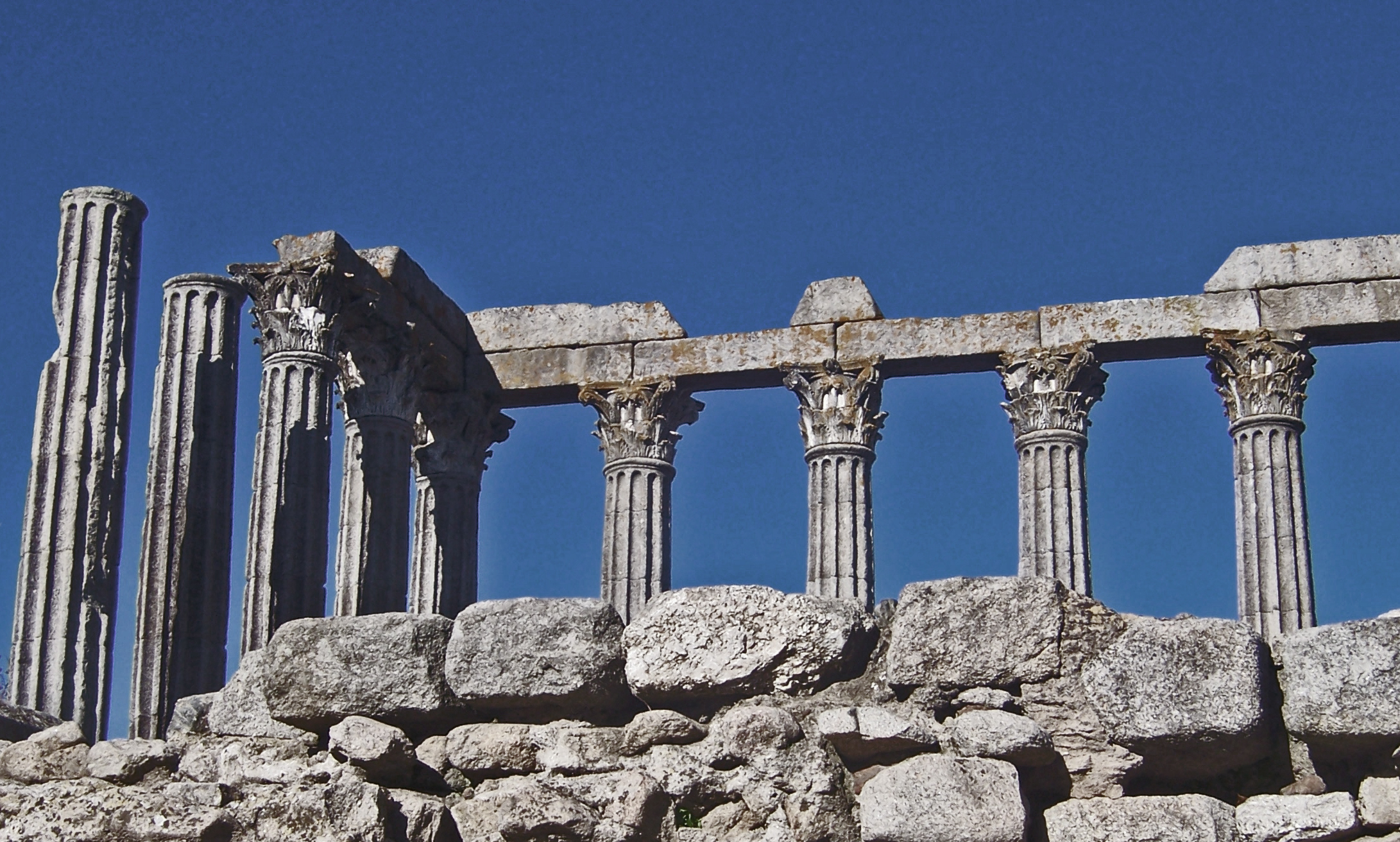
Temple romà d'Évora

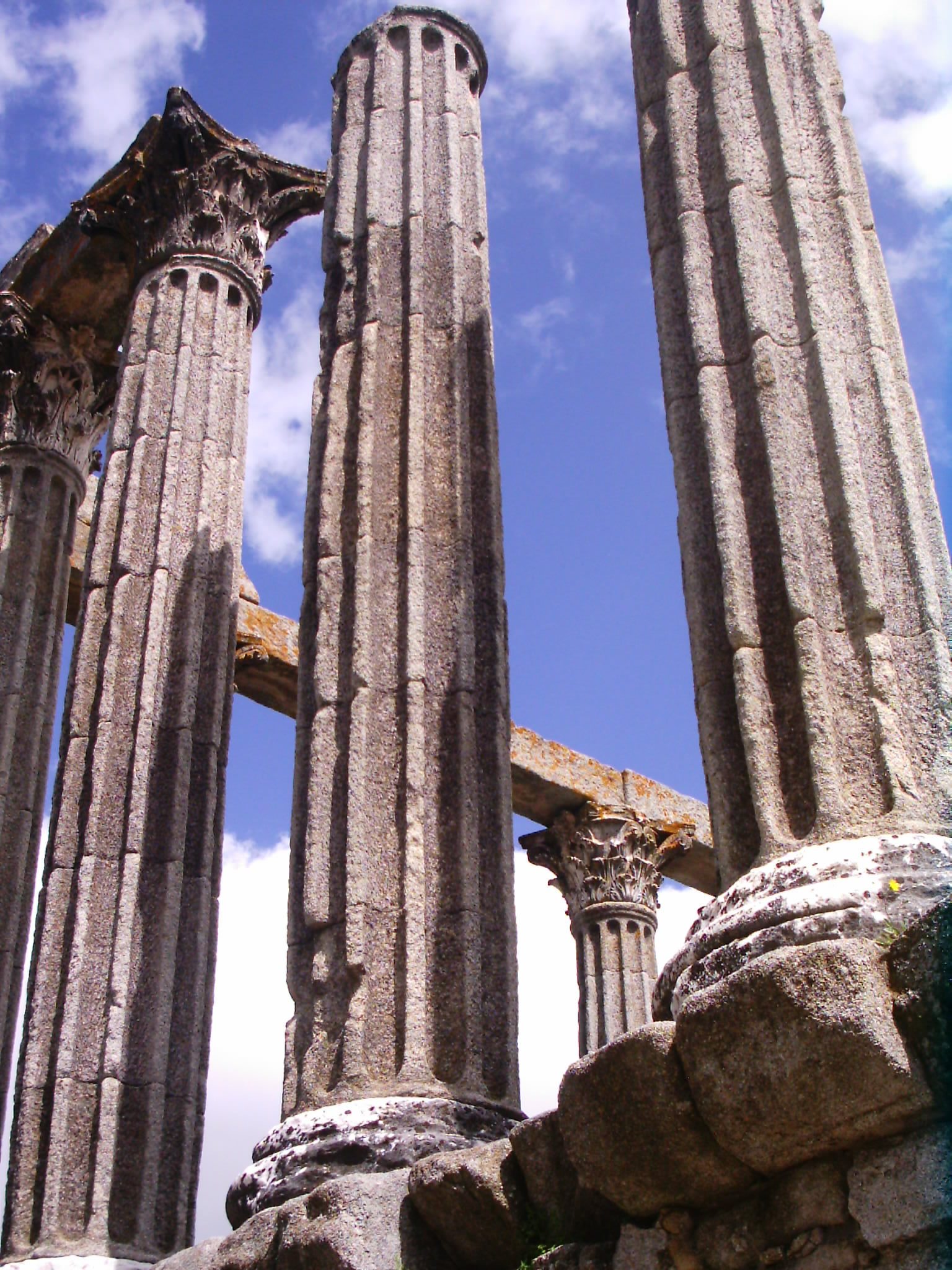
Columnes i capitells corintis del temple

Tot i que el temple romà d'Évora sovint és anomenat temple de Diana, no hi ha cap prova arqueològica que associï el temple amb aquesta divinitat romana. Aquesta associació és únicament fruit d'una llegenda creada per un sacerdot portuguès al segle xvii. En realitat, el més probable és que el temple fos construït en honor de Cèsar August, que fou venerat com un déu, durant i després del seu govern. El temple fou construït al segle i aC, al fòrum d'Évora, i modificat en els segles ii i iii. El temple fou destruït després de la invasió d'Évora al segle v per part de bàrbars. Només queden vestigis del fòrum en una plaça oberta presidida per la catedral i pel palau de Dom Manuel.
Durant l'edat mitjana, les restes del temple foren utilitzades per a la construcció del castell d'Évora. La base, columnes i arquitraus del temple es mantenien incrustats a les parets de l'edifici medieval. Des del segle XIV fins al 1836, el temple, convertit en torre, fou una carnisseria. Aquest ús del temple feu que es preservés i que no es deteriorés. Finalment, el 1871, l'estructura medieval fou enderrocada. Els treballs de restauració foren dirigits per l'arquitecte italià Giuseppe Cinatti.

## Arquitectura
L'estructura original del temple era probablement semblant a la de la Maison Carrée a Nimes, França. El temple d'Évora conserva complet el pòdium, fet de blocs regulars i irregulars de granit. La base és de forma rectangular i fa 15 x 25 x 3,5 m. Al sud de la base, s'hi trobava una escala ara en ruïnes.
El pòrtic del temple, ara desaparegut, era originàriament hexàstil, amb sis columnes. La base, columnes i arquitraus del temple es mantenien inserits a les parets de l'edifici medieval. Un total de catorze columnes de granit es mantenen dempeus al costat nord de la base. Moltes d'aquestes encara conserven llurs capitells d'ordre corinti sostenint l'arquitrau. Els capitells i les bases de les columnes estan fets de marbre procedent d'Estremoz, mentre que les columnes i l'arquitrau estan fets de granit.